# Idi
Idi (eller Iði) er en jætte og søn af Årvalde, og bror til Tjasse og Gang.